# Entrepreneur (Pharrell Williams)
Entrepreneur è un singolo del cantante statunitense Pharrell Williams, con la collaborazione del rapper Jay-Z, pubblicato il 21 agosto 2020.

## Descrizione
Il singolo, scritto da Chad Hugo, Pharrell Williams, Jay-Z e prodotto da The Neptunes. Pharrell ha spiegato la sua ispirazione per la canzone attraverso una collaborazione con la rivista Time denominata The New American Revolution (la nuova rivoluzione americana):
È difficile essere un imprenditore afroamericano. Specialmente come persona di colore, ci sono un sacco di svantaggi sistemici e blocchi intenzionali. Come si può far partire un fuoco, o anche solo la speranza di un tizzone per accendere un fuoco, quando si parte da svantaggi per quanto riguarda l'assistenza sanitaria, l'istruzione e la rappresentanza nel governo? [...] La canzone cerca di comunicare che quando come esseri umani restiamo uniti, ci trattiamo meglio e ci accogliamo a vicenda, ci sono più soldi e più opportunità per tutti.

## Accoglienza
Priyadarshini Patwa di Entrepreneur Magazine scrive che «questa canzone è la perfetta narrazione di ciò che sono gli svantaggi e l'ostruzione che devono attraversare le persone di colore per affermare il proprio business». Gil Kaufman, recensendo il brano per Billboard, afferma che si tratti di un «inno sull'eccellenza nera».
Elias Leight di Rolling Stone elogia il ritorno del duo a collaborare, soffermandosi su come la canzone «affronta direttamente la disuguaglianza razziale» apprezzando Jay-Z che «discute la mancanza di uguale rappresentazione delle minoranze nei media e sostiene le imprese di proprietà dei neri».

## Video
Il video musicale del brano è stato rilasciato il 21 agosto 2021 sul canale YouTube di Pharrell Williams.
Il video, diretto da Calmatic, pone l'obiettivo di emancipare gli imprenditori e personaggi pubblici di successo afroamericani, vedendo la partecipazione di Tyler, the Creator, Issa Rae, Nipsey Hussle, Robert Hartwell, Six Sev, TyAnthony Davis, Vincent Williams, Chace Infinite, Chef Alisa,  Iddris Sandu, Beatrice Dixon, Arthell & Darnell Isom, Neighbors SkateShop, Alrick Augustine.
Il video del brano fa inoltre riferimento al movimento Black Lives Matter.

## Tracce
Testi e musiche di Chad Hugo, Jay-Z e Pharrell Williams.
1. Entrepreneur – 4:42